# Moka5

Мока5 (англ. Moka5) — американська компанія зі штаб-квартирою у місті Редвуд-Сіті, Каліфорнія. Розробка програмного забезпечення, що сьогодні розповсюджується компанією, почалася як лабораторний експеримент Стенфордського університету. В подальшому двома співзасновниками компанії стали професори Моніка С. Лем (англ. Monica S. Lam) та Джон Уейл (англ. John Whaley).
Згідно профайлу компанії на вебресурсі CrunchBase, з моменту заснування у 2008 році, у Мока5 було інвестовано 104.3 млн доларів за 8 раундів фінансування інвесторами з NGEN Partners, Khosla Ventures та Highland Capital Partners.
У квітні 2015 року в медіа з'явилися чутки про можливе закриття компанії. З березня 2015 року усі медіа аккаунти компанії призупинили активність. 